# Joseph Joubert
Joseph Joubert (Montignac in de Périgord, 7 mei 1754 - Parijs, 4 mei 1824) was een Frans moralist en essayist.

## Leven en werk
Joseph Joubert werd op veertienjarige leeftijd, na zijn studies in zijn geboortestad te hebben vervolledigd, naar Toulouse gestuurd om rechten te studeren, maar al na een paar maanden sloot hij zich aan bij de Doctrinaires, een orde die het lesgeven tot doel had, waar Joubert werd opgedragen de lagere klassen te onderwijzen. Hij verliet deze orde in 1778 en ging naar Parijs, waar hij in het gezelschap vertoefde van enkele grote literaire namen van die tijd: Jean-François Marmontel, Denis Diderot (van wie hij de secretaris was) en d'Alembert.
De Franse Revolutie opende echter Jouberts ogen en maakten hem tot een fervent tegenstander van de doctrines van de 18e eeuw. In het laatste decennium van de 18e eeuw leefde hij afwisselend in Parijs en in zijn geboortestad. Van 1790 tot en met 1792 was hij vrederechter van het kanton Montignac. In 1793 huwde hij met Mlle Moreau.
Onder zijn vrienden bevonden zich o. a. Mme de Beaumont, Louis de Fontanes, Louis Mathieu Molé, Chênedollé en de jonge schrijver en diplomaat Chateaubriand, op wie hij een sterke invloed had. Joubert genoot zelfs het privilege om Chateaubriand openlijk te bekritiseren en men zou hem kunnen beschouwen als diens mentor. In 1809 werd hij door Fontanes aangesteld als 'Inspecteur général de l'Université de France' en hij vervulde deze taak met de grootste ijver, ondanks zijn gezondheidsproblemen. Nadat hij deze post had moeten opgeven, wierp Joubert zich op de opvoeding van zijn zoon en zijn literaire werk. Hij was een van de eersten die de romantische beweging begreep en aanmoedigde.
Joubert schreef eigenlijk zeer weinig en heeft tijdens zijn leven nooit een werk uitgegeven. Het enige wat hij deed was zijn gedachten voor zichzelf neerpennen. Jouberts aantekeningen waren reflecties over uiteenlopende zaken (de natuur van het menselijk wezen, literatuur, ... ) en waren vaak geschreven in een aforistische stijl. Deze aantekeningen wekten de interesse van Chateaubriand, die na Jouberts dood een kleine selectie in omloop bracht onder de titel Recueil des Pensées de M. Joubert (Parijs, 1838). Dit werk werd in meer uitgebreide vorm opnieuw uitgegeven in 1842 onder de titel Pensées, Essais, Maximes et Correspondance de J. Joubert door Paul de Raynal, een neef van de auteur.
Joseph Joubert mag niet worden verward met Joseph-Antoine-René Joubert (1772-1843), een generaal van het Eerste Franse Keizerrijk.

## Enkele citaten
- La république est le seul remède aux maux de la monarchie et la monarchie est le seul remède aux maux de la république. (Vert.: De republiek is de enige remedie tegen de monarchie en de monarchie is de enige remedie tegen de republiek.)
- Un homme qui ne montre aucuns défauts est un sot ou un hypocrite dont il faut se méfier. (Vert.: Een mens die geen gebreken vertoont is een gek of een hypocriet die men moet wantrouwen.)
- Les oreilles et les yeux sont les portes et les fenêtres de l'âme. (Vert.: De oren en de ogen zijn de deuren en de ramen van de ziel.)
- Enseigner, c'est apprendre deux fois. (Vert.: Onderwijzen is twee keer leren.)
- La tendresse est le repos de la passion. (Vert.: Tederheid is de rust van de passie.)
- Les enfants ont plus besoin de modèles que de critiques. (Vert.: Kinderen hebben meer nood aan modelvoorbeelden dan aan kritiek.)